# Al-Wasl SC Dubai
L'Al-Wasl SC Dubai (àrab: نادي الوصل الرياضي الثقافي, Nādī al-Waṣl ar-Riyāḍī aṯ-Ṯaqāfī, ‘Club Esportiu Cultural de la Unió’) és un club de futbol de la ciutat de Dubai, als Emirats Àrabs Units.

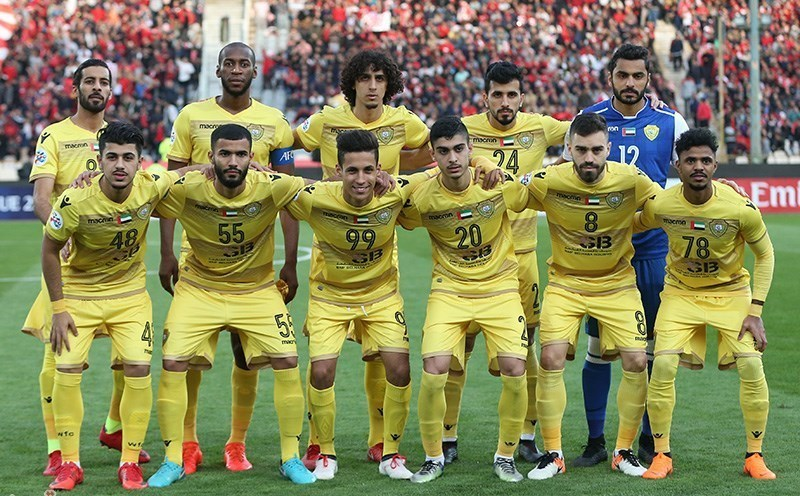
Al-Wasl el 2018.

El club va ser fundat el 1960 com Zamalek Club. El 1974 Al Orouba es fusionà amb Zamalek per formar Al Wasl Club.
El futbolista argentí Diego Maradona fou entrenador del club el 2011 i 2012.

## Palmarès
- Lliga dels Emirats Àrabs Units de futbol:[5]
  - 1981–82, 1982–83, 1984–85, 1987–88, 1991–92, 1996–97, 2006–07, 2023–24
- Copa del President dels Emirats Àrabs Units de futbol:[6]
  - 1987, 2007
- Copa Federació dels Emirats Àrabs Units de futbol:[6]
  - 1992/93
- Copa de Clubs Campions del Golf:
  - 2010